# Minjee Lee
Minjee Lee (* 27. Mai 1996 in Perth) ist eine australische Profigolferin, die seit 2015 auf der LPGA Tour spielt. Sie ist nach den Golflegenden Karrie Webb und Jan Stephenson erst die dritte Australierin, die mehrere Majortitel gewonnen hat.

## Golfkarriere

### Als Amateurin
Lee wurde in Perth als Tochter südkoreanischer Eltern geboren, die in den 1990er Jahren nach Australien eingewandert sind. Mit dem Golfen begann sie im Alter von 10 Jahren, nachdem ihre Mutter, die als Lehrerin auf der örtlichen Driving Range tätig war, sie für das Spiel begeistert hatte. Sie trainierte bereits acht Stunden täglich und erregte die Aufmerksamkeit von Ritchie Smith, der in Perth eine Golfakademie betreibt und seither ihr Trainer ist.
Im Sommer 2012 war sie die Gewinnerin der U.S. Girls’ Junior, während ihr jüngerer Bruder Min Woo Lee 2016 die US Junior Amateur gewann. Damit sind sie die ersten beiden Geschwister, die USGA-Juniorenmeisterschaften gewonnen haben. Min Woo ist ebenfalls Profigolfer und gewann seinen ersten Titel auf der European Tour bei den Vic Open 2020.
2013 gewann sie die Australian Women’s Amateur und verteidigte im Jahr darauf erfolgreich diesen Titel. Im Februar 2014 wurde sie nach ihrem Sieg bei den Oates Victorian Open zur Nummer eins der Amateurgolferinnen. Bei der Weltmeisterschaft um die Espirito Santo Trophy führte sie Australien zum Sieg und belegte in der Einzelwertung den zweiten Platz. 2014 belegte sie beim LPGA Final Qualifying Tournament den ersten Platz und holte sich damit ihre LPGA-Tourkarte für 2015.

### Als Profi
Ihren ersten Titel auf der LPGA-Tour gewann sie 2015 bei den Kingsmill Championship und seitdem hat sie sieben weitere Titel gewonnen, darunter die Amundi Evian Championship 2021 (erster Major-Sieg) und den Founders Cup 2022. Ihr größter Erfolg war bisher ihr Sieg bei den U.S. Women’s Open in Pine Needles, wo sie mit 1,8 Millionen Dollar den Rekord für die höchste Preisgeldauszahlung aufstellte. Im Jahr 2022 belegte sie mit 3.809.960 $ den zweiten Platz auf der Geldrangliste und war mehrere Wochen lang auch die Nummer zwei der Weltrangliste.
Lee hat Australien bei mehreren internationalen Wettbewerben wie den Olympischen Spielen und der International Crown vertreten. Bei den Olympischen Spielen in Rio 2016 erreichte sie den siebten Platz und beim Dameneinzel 2020 in Tokio Platz 29.
2016 gelang ihr in der dritten Runde der Kia Classic ein Hole-in-One (Albatross) auf dem Par-4-Loch 16. Anfang 2023 hatte sich Lee von ihrem langjährigen Caddie Jason Gilroyed getrennt. Ihr neuer Caddie in der Saison 2023 wird der Australier Rance De Grussa sein, der bisher hauptsächlich mit männlichen Golfern gearbeitet hat, zuletzt mit Jason Scrivener.

## Turniersiege

### Amateurturniere
- 2010 Western Australia Women’s Amateur
- 2011 Handa Junior Masters, Western Australia Women's Amateur, Singapore Ladies Amateur, Srixon International Junior Classic, Tasmanian Stroke Play Championship
- 2012 U.S. Girls’ Junior, Tasmanian Stroke Play Championship
- 2013 Australian Women’s Amateur, Western Australia Women's Amateur, Rene Erichsen Salver, Australian Girls’ Amateur, Dunes Medal
- 2014 Australian Women’s Amateur

### Profiturniere

#### LPGA Tour
- 2015: Kingsmill Championship
- 2016: Lotte Championship, Blue Bay LPGA
- 2018: LPGA Volvik Championship
- 2019: Hugel-Air Premia LA Open
- 2021: Amundi Evian Championship
- 2022: Cognizant Founders Cup, U.S. Women’s Open

Anmerkung: Siege bei Majorturnieren sind in Fettschrift hervorgehoben.

#### Ladies European Tour
- 2018: Oates Victorian Open
- 2020: Omega Dubai Moonlight Classic

#### ALPG Tour
- 2014: Oates Victorian Open (als Amateurin)
- 2018: Oates Victorian Open (zählt auch zur Ladies European Tour)